# WHAM (Radiosender)
WHAM ist eine Radiostation aus Rochester, New York. Die 1922 gegründete Station sendet ein „News/Talk“-Format und gehört dem Branchenprimus iHeartMedia.
Der 50-kW-Sender steht in Chili, südlich von Rochester, und strahlt das Signal von WHAM über eine Rundstrahlantenne ab. Das WHAM-Signal kann so nachts im gesamten Osten der USA und Teilen Kanadas empfangen werden. WHAM ist einer der wenigen verbliebenen Sender, der in C-QUAM Verfahren sendet und damit ein Stereosignal über Mittelwelle überträgt.

## Programm
Die eigenen Programminhalte werden in den Studios des Senders in der Five Star Bank Plaza in Downtown Rochester produziert.
WHAM ist ein Affiliate des Fox News Radio Network. Von Premiere Networks übernimmt WHAM die Rush Limbaugh Show, die Sean Hannity Show, Clyde Lewis und Coast to Coast AM mit George Noory. Zudem wird die „Savage Nation“ (Westwood One Network) übernommen. 
WHAM Rochester zählt wie WLS Chicago, WABC New York, WJR Detroit, KEX Portland, KFI Los Angeles, KOA Denver und andere zu den einflussreichen Clear-Channel-Stationen mit enormen Reichweiten, welche alle ein konservatives Talkprogramm übertragen. Diese meist sehr traditionsreichen Stationen gehören mehrheitlich iHeartMedia und beziehen ihre Talk-Programme von dessen Premiere Networks.

## Geschichte
WHAM ist die älteste Radiostation in Rochester. Im März 1922 ging Tageszeitung Rochester Times-Union von Frank Gannett mit der Radiostation WHQ auf Sendung. Jedoch war der Erfolg der Station nur mäßig und wegen technischer Probleme von kurzer Dauer. Die Sendeausrüstung wurde verkauft und unter dem neuen Rufzeichen kam die Station am 11. Juli 1922 als WHAM zurück.
Schnell etablierte sich WHAM in Rochester und wurde Affiliate von NBC Red, bald nachdem dieses Netzwerk 1926 gegründet wurde. Die Frequenz wurde gewechselt und die Leistung auf 50 kW erhöht.
Von WHAM ging Rochesters erste UKW-Station aus: 1939 als W8XVB, später als W51R und schließlich als WHFM auf 45,1 MHz und dann auf 98,9 MHz. Die Station im Besitz von WHAM war der Pionier dieser damals neuen Technik im westlichen New York.
Mit WHAM-TV 6 ging 1949 Rochesters erste Fernsehstation auf Sendung. WHAM, WHAM-TV und WHFM zogen schließlich zusammen in die Humboldt Street um. In dieser Zeit zog der WHAM-Mittelwellensender zum heutigen Standort Chili um, der näher an der Stadt liegt.
Der Konzern American Radio Systems kaufte 1996 die Lincoln Group, zu der WHAM mittlerweile gehörte. Als Auflage zur Vermeidung von Kartellen musste der Konzern WHAM und weitere Sender verkaufen. Jacor kaufte den Sender sowie dessen Schwesterstation WHTK.